# Черемошня (Гомельская область)
Черемошня (бел. Чарамашня́) — упразднённая деревня в Мозырском районе Гомельской области Республики Беларусь. В составе Слободского сельсовета.

## География
В 10 км от аг. Слобода, 15 км от Мозыря.

## Этимология
Название произошло от растения черёмухи, обильно растущей в этих местах.

## История
Деревня основана в середине XIX в. поселенцами — евреями на болотном острове, в Мозырском уезде Минской губернии, в составе Слобода-Скрыгаловской волости Редьковской сельской общины (Редька во второй половине XIX в. тоже еврейское поселение, расположенное неподалёку). В 1870 году в Черемошне насчитывалось 25 душ. Население занималось земледелием, торговлей, кустарными промыслами — кузнечным, сапожным, швейным и другими.
В 1909 году в Черемошне было 7 дворов 62 жителя, в 1917 году — 10 хозяйств и 64 жителя.
В 1924 году в Черемошне было 19 дворов и 104 жителя, действовала еврейская начальная школа. В 1930 году организован колхоз имени Лекерта, переименованный затем в «1 Мая».
В годы Второй мировой войны всего несколько семей смогли эвакуироваться на восток, оставшиеся 32 еврея — старики, женщины, дети были расстреляны фашистами в окрестностях родной деревни в первый год войны. 10 человек погибли в боях либо пропали без вести на фронте.
После освобождения колхоз «1 Мая» восстановил свою деятельность, потом воссоединился с соседним хозяйством. В 1962 году деревня Черемошня была присоединена к деревне Рудня (Слободской сельсовет).
Болота в окрестностях Черемошни были мелиорированы, здесь разместились 4 садоводческих товарищества.

## Население

### Численность
- 1924 год — 19 дворов и 104 жителя

### Динамика
- 1870 год — 25 душ
- 1909 год — 7 дворов 62 жителя
- 1917 год — 10 хозяйств, 64 жителя
- 1924 год — 19 дворов, 104 жителя

## Достопримечательность
- Братская могила[5]